# Tipula sircari
Tipula sircari är en tvåvingeart som beskrevs av Alexander 1953. Tipula sircari ingår i släktet Tipula och familjen storharkrankar. Inga underarter finns listade i Catalogue of Life.